# Jerzy Blicharski
Jerzy Stanisław Blicharski (zm. 25 grudnia 2022) – polski fizyk, profesor Uniwersytetu Jagiellońskiego.

## Życiorys
Obronił pracę doktorską, następnie uzyskał stopień doktora habilitowanego. Otrzymał tytuł profesora nauk fizycznych. Pracował w Instytucie Fizyki Jądrowej im. Henryka Niewodniczańskiego Polskiej Akademii Nauk.
Został zatrudniony na stanowisku profesora zwyczajnego w Instytucie Fizyki na Wydziale Fizyki, Astronomii i Informatyki Stosowanej Uniwersytetu Jagiellońskiego.